# Sztrájk

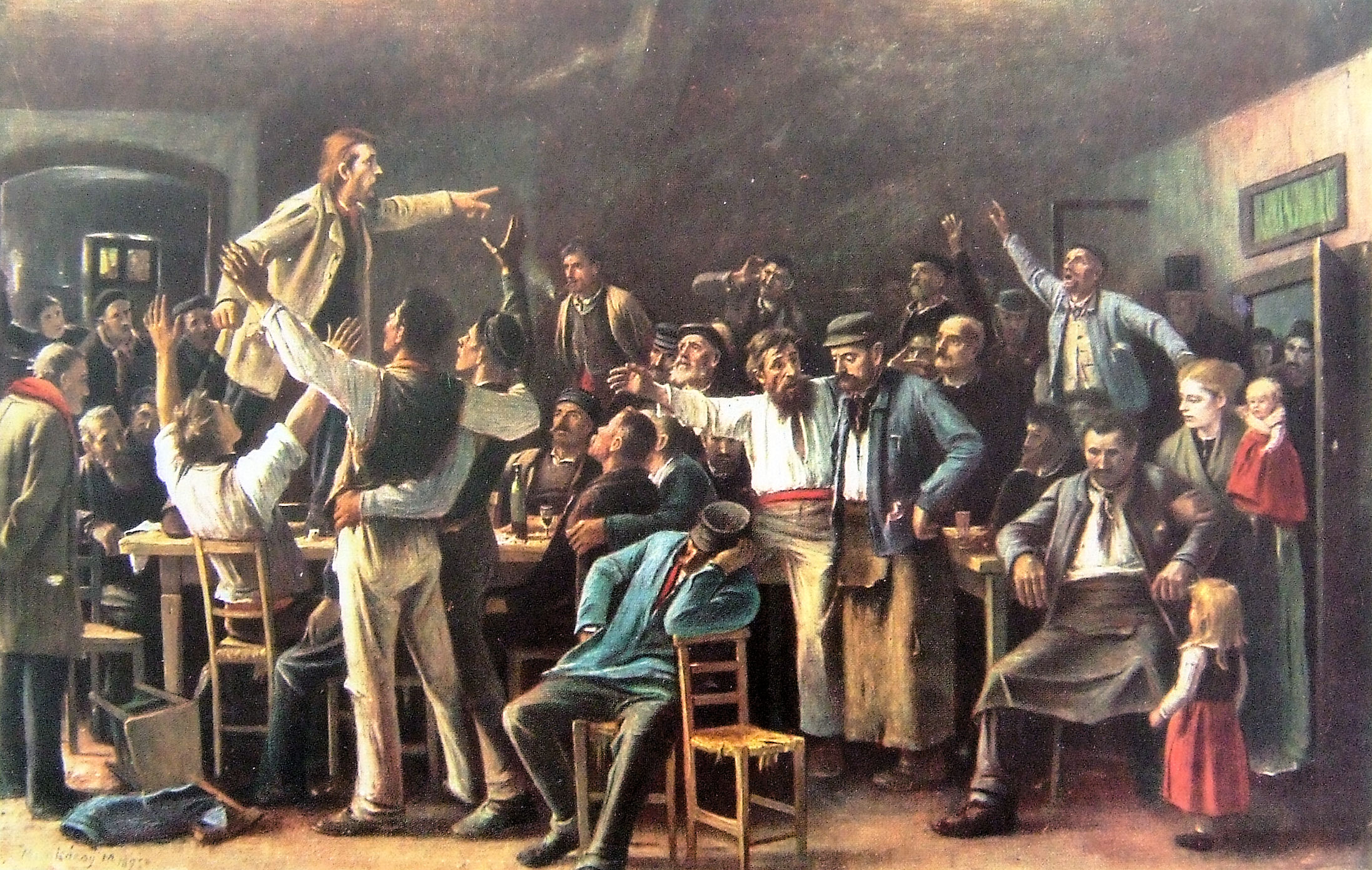
Munkácsy Mihály: Sztrájk (1895)

A sztrájk munkaviszonyban álló munkavállalók csoportosan végrehajtott munkabeszüntetése. Célja a bérek emelése, a körülmények javítása (például: munkahelyi kedvezmények elérése, a munkarend elviselhetővé tétele, a kollektív szerződés megerősítése) vagy más szociális jog kivívása. Nyomásgyakorlás céljából szokás a sztrájk kilátásba helyezése is. A politikai sztrájk célja a kormányzati döntések befolyásolása.

## Etimológia
A „sztrájk” szó angol eredetű (strike), német közvetítéssel került a magyar nyelvbe. Franciául grève, spanyolul huelga. Magyar megfelelője a „munkabeszüntetés”.

## Formái

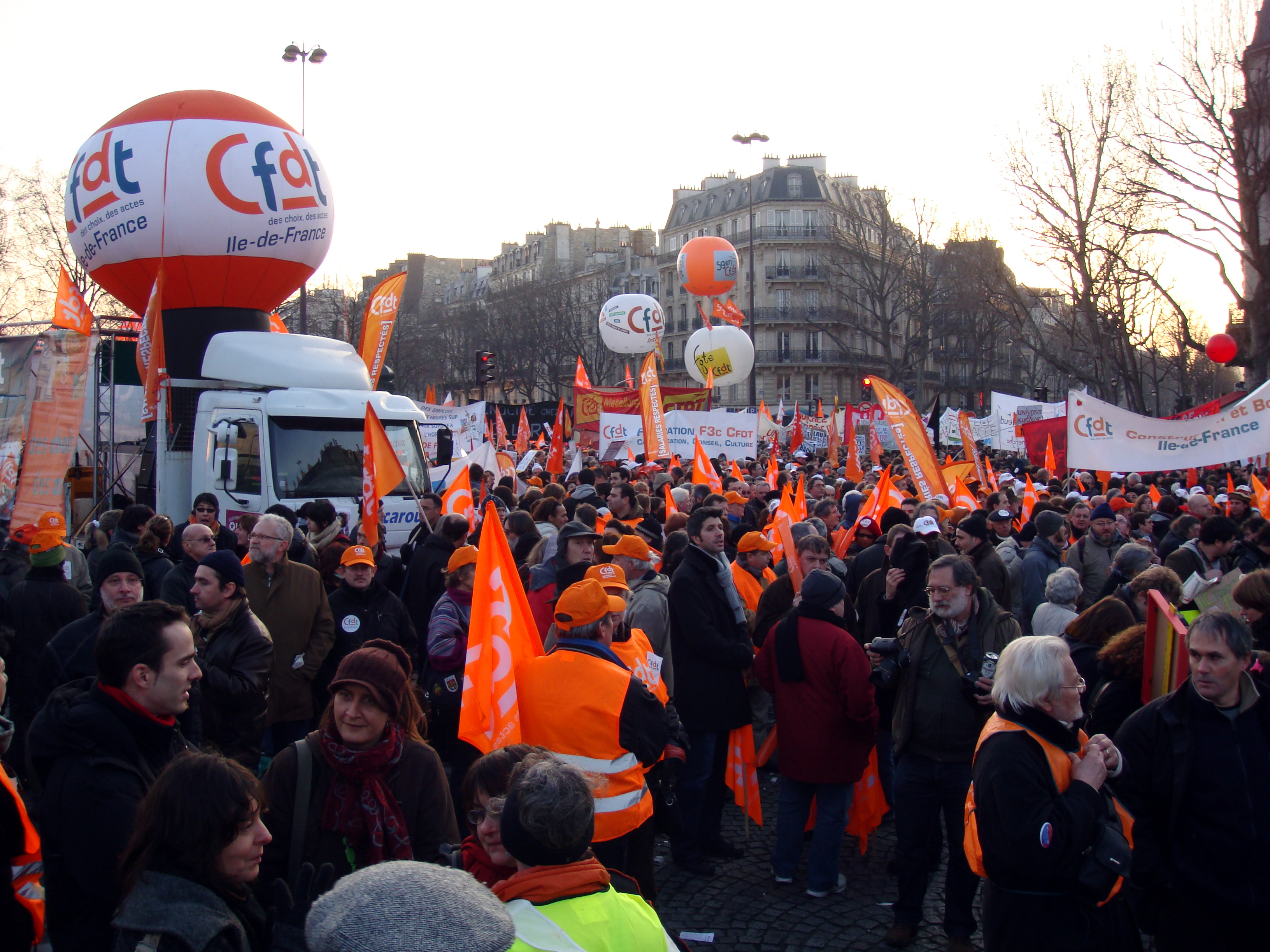
Sztrájkolók felvonulása 2009-ben Franciaországban

A sztrájk számos formája különböztethető meg:
- munkalassító
- túlzottan előírásszerű vagy pedig megszakításos
- ülősztrájk
- általános (ha a gazdaság munkavállalóira általában kiterjed)
- teljes sztrájk (egy adott szektor dolgozóinak munkabeszüntetése)
- vadsztrájk (akkor is jogszerű a sztrájk, ha nem a szakszervezet áll mögötte, hanem az alkalmazottak szervezik azt)
- védekező, illetve támadó sztrájk (elbocsátásokra vagy egyéb munkaadói lépésekre válaszként történik a munka beszüntetése vagy azt megelőzendően)
- harci
- figyelmeztető (a figyelmeztető sztrájk esetén csak átmeneti a munkabeszüntetés, és kilátásba helyezik a valódi, azaz a harci sztrájkot)
- demonstrációs sztrájk (a munkavállalók úgy tiltakoznak, hogy a munkavégzés közben nem áll le).

## Jogszerűség

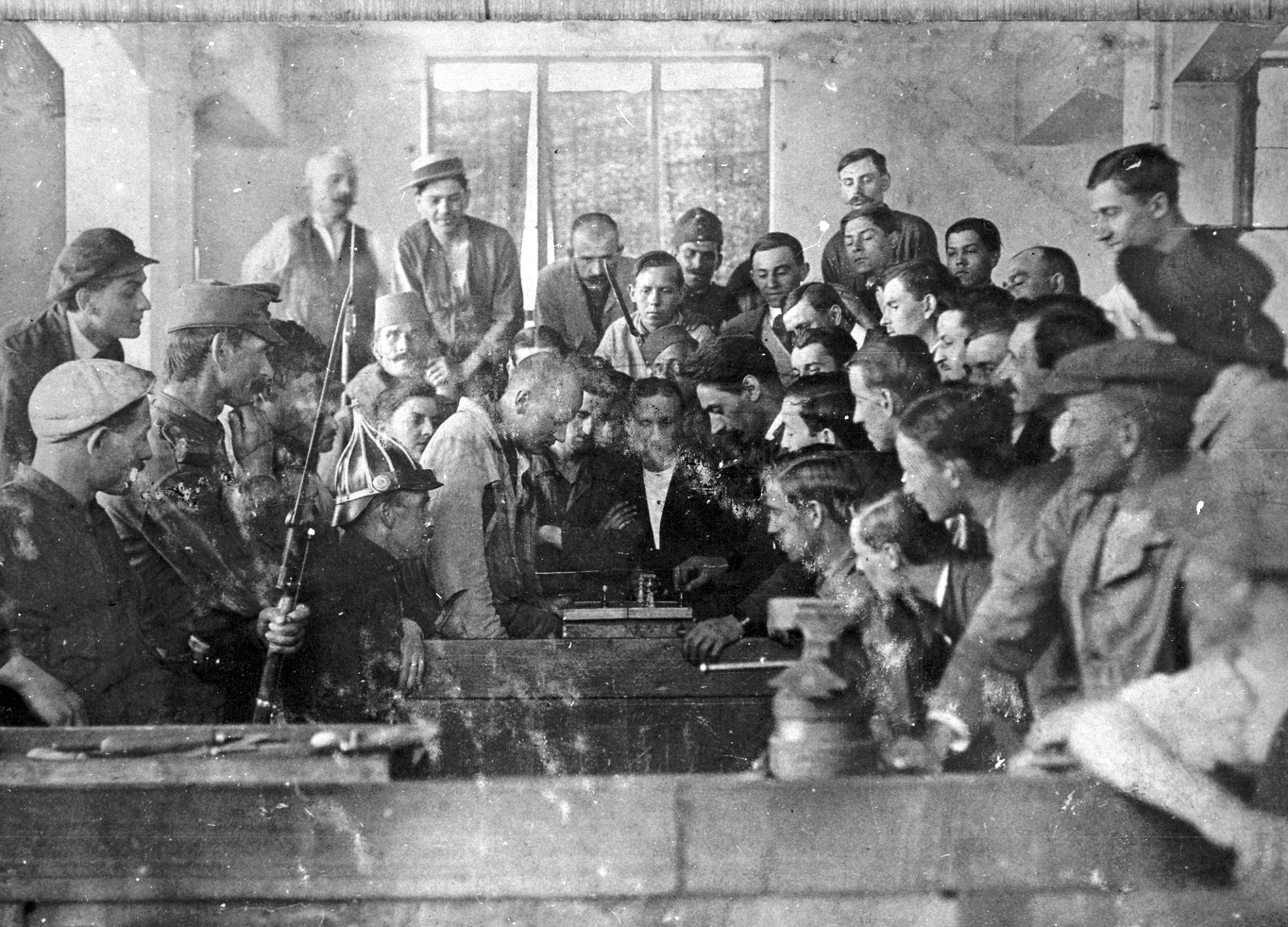
Sakkozó munkások sztrájk idején a budapesti Soroksári úti Fegyvergyárban 1917-ben

Fontos, hogy a sztrájk alatt a munkaviszony szünetel, tehát a dolgozónak nem kell munkát végeznie, a munkaadó pedig erre az időtartamra értelemszerűen nem fizet számára bért. A két félnek a sztrájk során is együtt kell működnie. Mivel a sztrájkban való részvétel (vagy akár annak szervezése) jogszerű, ezért a munkavállaló ilyenkor a munkaviszonyból eredő kötelezettségét nem sérti meg, tehát utólag vele szemben emiatt semmiféle intézkedésre nem kerülhet sor. Másfelől azt is figyelembe kell venni, hogy azokat a dolgozókat, akik nem vesznek részt a munkabeszüntetésben, a munkavállaló kötelezheti a sztrájkolók munkaköréhez tartozó feladatok ellátására, illetve rendkívüli munkavégzést is elrendelhet a részükre.

### A sztrájkjog Magyarországon
Magyarországon az Alkotmány és az azt követő Alaptörvény is rögzíti a sztrájkjogot, és a vonatkozó sztrájkról szóló törvényt 1989-ben fogadták el. A törvény kimondja: a dolgozókat a gazdasági és szociális érdekeik biztosítására – az e törvényben meghatározott feltételek szerint – megilleti a sztrájk joga. A jogszabályok világosan rögzítik a sztrájkhoz kapcsolódó önkéntességet: a munkabeszüntetésre nem kötelezhető senki, és arra sem lehet kényszeríteni senkit, hogy a jogszerű sztrájkot befejezze.
A sztrájkhoz fűződő jogokról A munka törvénykönyve is rendelkezik. Kimondja például, hogy sztrájk kezdeményezhető, ha a felek között a vitatott kérdést érintő egyeztető eljárás hét napon belül nem vezetett eredményre, vagy az egyeztető eljárás a sztrájkot kezdeményező félnek fel nem róható okok miatt nem jött létre. Az egyeztetés alatt is sor kerülhet munkabeszüntetésre, ám csak egyszeri alkalommal, kétórás időtartamra.

### Korlátai
A magyar törvény szerint nincs helye sztrájknak az igazságszolgáltatási szerveknél, a fegyveres erőknél, a fegyveres testületeknél és a rendészeti szerveknél, valamint a polgári nemzetbiztonsági szolgálatoknál. Az államigazgatásban dolgozók esetében pedig a kormány és a szakszervezetek megállapodásában rögzített egyes szabályok mellett kerülhet sor munkabeszüntetésre. A közlekedési, távközlési dolgozók, valamint az áram, víz, gázszolgáltatók esetében akkor kerülhet sor munkabeszüntetésre, ha a lakosság számára az elégséges szolgáltatást még a sztrájk közben is tudják biztosítani. (Sajnos nem tér ki az elégséges szolgáltatás részletesebb kifejtésére, és elmaradása esetén annak szankcionálására sem.)
bár a sztrájktörvény módosításához 2/3-ados többség szükséges, nem lapíthatnak tovább a politikai szereplők, olyan módosításra volna szükség, amely továbbra is tiszteletben tartja a sztrájkolók jogát, de védi a vétlen lakosságot és a munkavállalókat
Sztrájk akkor sem indítható, ha érvényes kollektív szerződés megváltoztatására irányul, ha a munkabeszüntetés veszélyeztetné az életet, a testi épséget vagy a környezetet, elemi kár elhárítását gátolná, és természetesen jogellenes az alkotmányba ütköző cél érdekében indított sztrájk is.
A Nemzetközi Munkaügyi Szervezet (ILO) nem ismeri el a sztrájkjogot politikai érdekek érvényesítésére.
Egyes országokban a sztrájk általában tilos, más országokban csak bizonyos foglalkozások űzőit (például katonákat, rendőröket, tűzoltókat) tiltanak el a sztrájktól.

## Története

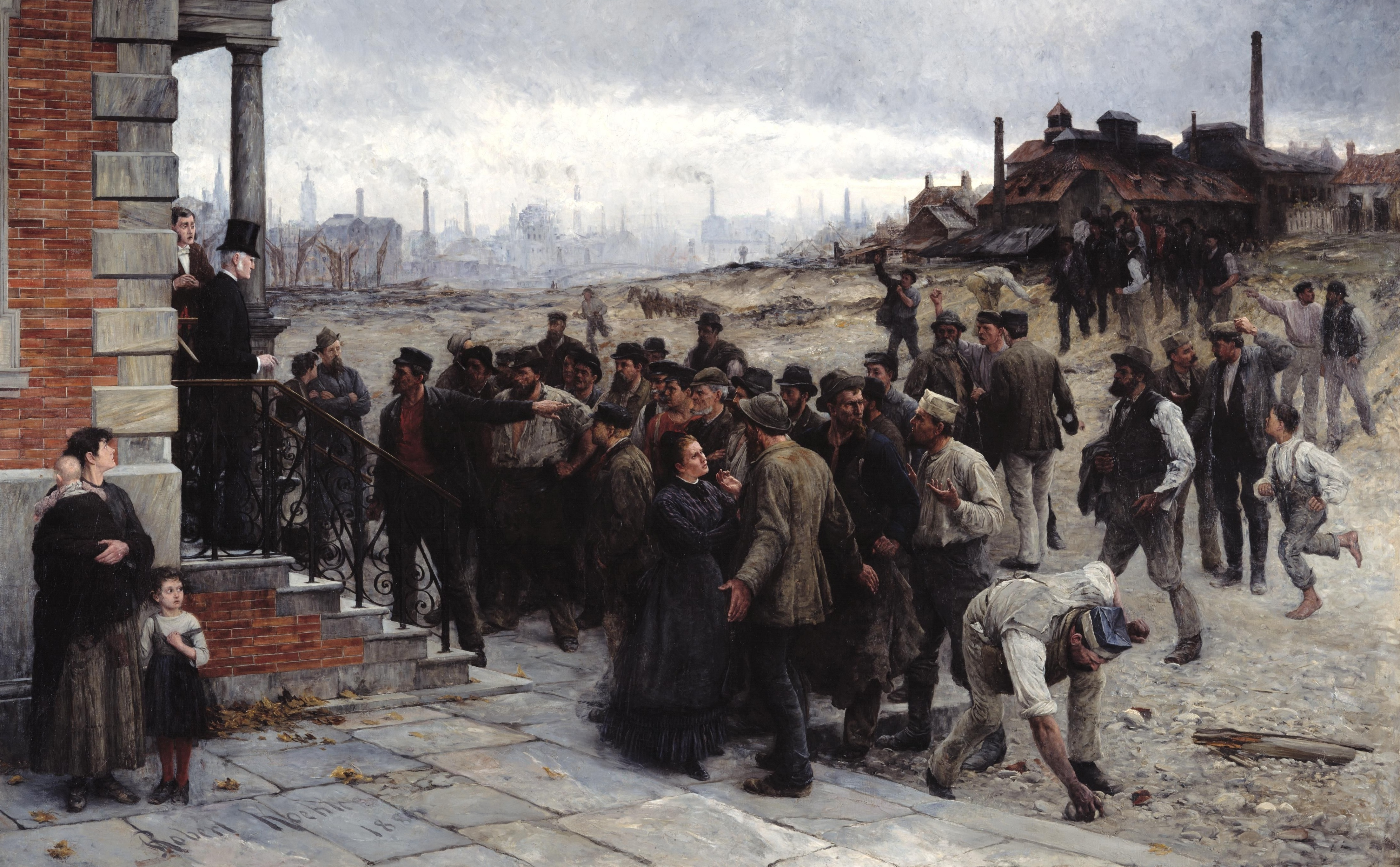
Robert Koehler: A sztrájk (1886)

Az első dokumentált sztrájk az ókori Egyiptomban történt, III. Ramszesz fáraó idején, i. e. 1160 körül. Korábban is voltak hasonló események, de ezekről nem maradt fenn leírás, csak utalás. A legkorábbi ilyen Hufu korára tehető, az i. e. 26. századra. Magyarországon először a besztercebányai ötvösmunkások sztrájkoltak 1525-ben, őket a kolozsvári ötvöscéh legényei követték 1573-ban és 1576-ban.
Az ókori ipari műhelyekben, majd a középkorban is előfordultak munkabeszüntetések a céhes ipar s még inkább a manufaktúrák keretében, a sztrájkok igazi jelentősége a kapitalizmus korában, a gyárak megjelenése, a nagyüzemi proletariátus kialakulása után, a 18. század végén és a 19. század elején bontakozott ki. Kezdetben a munkások ösztönös tiltakozásának eszköze volt a kizsákmányolás növelése ellen, később a szakszervezetek irányításával céltudatosan és szervezetten zajlott le. Eleinte csak egy üzemen, majd egy városon belül egy-egy meghatározott iparágra terjedt ki és többnyire gazdasági jellegű volt. Az 1830 - 1840-es években a legfejlettebb tőkésállamban, Nagy Britanniában jelentkeztek először a választójog megadásáért vívott politikai sztrájkok a chartista mozgalom keretében, amelyek aztán minden fejlettebb államban tért hódítottak. Sokan a mexikói forradalom közvetlen előzményeinek tekintik az 1906-os cananeai és az 1907-es Río Blancó-i sztrájkokat. A szociáldemokrata, illetve a szocialista pártok a 19. század végén és a 20. század elején több államban szerveztek politikai sztrájkot. Miután az általános sztrájknak mint a fegyveres felkelés előkészületének szerepe az 1905-1907-es orosz polgári demokratikus forradalom során kibontakozott, a jobboldali szociáldemokrata igyekezett visszatartani a proletariátust az általános sztrájktól. Oroszországban az első világháború idején, az 1916-os és az 1917 eleji nagy sztrájkok a tömegek háborúellenességét és forradalmi hangulatát juttatták kifejezésre. 1917 nyarán egymást követő hatalmas sztrájkok a bolsevikok politikáját támogatták az Ideiglenes Kormány ellen. Az 1917-es októberi orosz forradalom hatására világméretekben addig a legnagyobb sztrájkhullám bontakozott ki. Ezek közül a legjelentősebbek voltak az 1918 januárjában Ausztriában és Magyarországon, 1918 novemberében Németországban 1919 elején Olaszországban lezajlott általános sztrájkok és az általános vasutas sztrájk 1920-ban Franciaországban. A két világháború közötti időszakban, amikor a sztrájkok szervezésében és vezetésében már jelentős szerepük volt az októberi szocialista forradalom után alakult új típusú forradalmi munkáspártoknak, legnagyobb szabásúak az 1926-os angol általános, az 1925-1926-os hongkongi, az 1934-es franciaországi sztrájkok voltak. Jóllehet a fasiszta államok korlátozták vagy megszüntették a munkások jogát, egyes a fasiszták megszállása alatt álló államokban - mint pl. Hollandiában - nagyméretű hitlerista-ellenes tömegsztrájkok zajlottak le. A második világháború után széles körű sztrájkmozgalom bontakozott ki a vezető imperialista országokban, az USA-ban (acélipari sztrájkok) és Nagy-Britanniában is. Belgiumban és Olaszországban országos méretű tömegsztrájkok zajlottak le, rendkívül jelentős volt a több milliós tömegeket megmozgató japán politikai általános sztrájk 1960-ban, valamint 1962-ben a francia általános sztrájk, amely a fasizmus erőinek megfékezésére irányult. Jelentős sztrájkok zajlottak le 1962-ben Spanyolországban, Portugáliában és Brazíliában is.

### Magyarországon
Magyarországon is már a feudalizmus idején került sor munkabeszüntetésekre a bérmunkásként dolgozó bányászok és céhlegények körében. (ilyen volt az 1525–1526-os besztercebányai bányászok, később 1848 áprilisában a pesti céhlegények sztrájkja.) A szabadságharc leverését követő abszolutizmus idején, majd a kiegyezés (1867) után a bányászok főleg a kisiparban dolgozó segédek és kisebb tőkésüzemek munkásainak sztrájkjaira került mind gyakrabban sor. (1861: nyomdászok, 1863: Drasche téglagyár, 1868: vasútépítő munkások stb.) Az Első Magyar Gépgyárban 1870-ben 10 órás munkaidőért indított sztrájkot a tőkések gyermekmunkásokkal törték le. Az 1871. tavaszi és nyári sztrájkmozgalom jóformán minden szakma segédeire kiterjedt a céhek eltörlésére irányuló főköveteléssel. A gyári munkások (malom, vagon-, fegyvergyár) a letartóztatott vezetők szabadon bocsátásáért léptek sztrájkba. Ezek a sztrájkok még spontán jellegű, elszigetelt megmozdulások voltak, 1871-ben már a kialakuló munkásosztály szolidaritása is megnyilvánult.
A tőkések és az állami szervek kezdettől fogva igyekeztek gátolni a sztrájkmozgalom kibontakozását. A céheket eltörlő 1872. évi ipartörvény jogellenesnek mondta a közös munkabeszüntetés céljából történt összebeszéléseket. Az 1884. évi ipartörvény pedig büntetendő cselekménynek minősítette. Ez a rendelkezés (1922-ben megerősítve) a felszabadulásig érvényben volt. 1880-ban megtiltották a sztrájkolók segélyezését, a sztrájkalap létesítését is. A burzsoá földesúri büntetőtörvénykönyv a közhivatalnokok sztrájkjait a hivatali kötelesség megtagadása címén büntette. Az 1880-as évek sztrájkmozgalmait a pécsi bányászok sztrájkja indította meg (1882), 1889-ben a hadfelszerelési gyárak munkásainak sztrájkjával zárultak. 1890-től a Magyarországi Szociáldemokrata Párt és a megerősödő szakszervezeti mozgalom segítségével a sztrájkok szervezettebbé váltak. Ebben az időben újból és újból fellobbant a mezőgazdasági munkások sztrájk mozgalma. Megtorlásul és megelőzés céljából az 1898-ban hozott törvény kimondta, hogy karhatalommal kell a munkát megszüntető munkavállalót visszavinni a birtokoshoz.
Az imperializmus magyarországi viszonyai között a sztrájkmozgalom a forradalmi hullámok idején érte el csúcspontját és egyre gyakrabban és határozottabban öltött politikai jelleget (1915, 1907, 1912). Az 1917-es októberi orosz forradalom hatására kibontakozott sztrájkhullám két nagy általános politikai tömegsztrájkra vezetett 1918 januárjában és júniusában. Általános sztrájk jelezte 1918. október 31-én a magyarországi polgári demokratikus forradalmat győzelemre vivő munkásosztály erejét is. 1919. március 20-án a nyomdászok sztrájkokkal követelték többek között a letartóztatott kommunista vezetők szabadon bocsátást.
A Tanácsköztársaság bukása után a Horthy rendszer terrorintézkedésekkel, törvényhozás útján, a fontosabb vállalatok (főleg a szénbányák) katonai igazgatás alá helyezésével igyekezett elejét venni a sztrájkoknak, illetve - a követelések teljesítése nélkül vagy minimális teljesítésükkel - mielőbb beszüntetni azokat. Mindennek ellenére már 1919. szeptember 6-án sztrájkba léptek a tatabányai vidék bányászai, és csak fegyveres harcban (amelynek 7 bányász esett áldozatul) tudták a csendőrök a bányába kényszeríteni őket. 1920-ban 15 bányatelepen 7 sztrájk alkalmával 17 000, 1922-ben 33 bányatelepen 11 sztrájkban 25 070, 1924-ben pedig 103 telepen 67 sztrájkban már 46 200 bányász sztrájkolt. Az ellenforradalmi rendszer idején az SZDP és a szakszervezetek jobboldali vezetőinek munkásáruló tevékenysége ellenére jelentős sztrájkokra került sor. Az illegális KMP szervezetének megszilárdulásával fokozódott a sztrájkok szervezésében a kommunista befolyás. A sorozatos bányász sztrájkok közül kiemelkedik a salgótarjáni bányászok és bányászasszonyok éhségfelvonulása 1926. április 27-én, a pilisvörösvári bányászok éhségfelvonulása 1928 decemberében, a pécsi bányászok föld alatti sztrájkja 1934-ben, a vasasok harcai közül jelentősebbek az 1922. évi 5 hetes sztrájk, a csepeliek (18 000 vasmunkás) 1927. évi sztrájkja. Nehezebbé váltak a sztrájkmozgalmak a nagy gazdasági világválságot követő munkanélküliség idején. 1935-ben a sztrájkok is hozzájárultak ahhoz, hogy a munkásosztály meg tudja akadályozni Gömbös Gyula - az SZDP jobboldali vezetőinek támogatásával készült - tervét a szakszervezetek feloszlatására. Az 1930-as években a legjelentősebb a nagy építőipari sztrájk volt. 1935-ben, melynek vezetői között jelentős helyet foglaltak el a kommunisták. A második világháborúra való felkészülés során Teleki Pál által 1939 szeptemberében hozott törvény a kivételes hatalomról, majd az 1941-ben életbe lépett honvédelmi munkaszolgálat rendkívül nehézzé tette a sztrájkok szervezését. Ennek ellenére ismételten sor került sztrájkokra (1942-ben a mezőgazdasági munkások, 1943-ban a csepeliek, 1944-ben a pécsi bányászok sztrájkoltak), s az 1944 végi kiürítési parancsokat megtagadó akciók (Diósgyőr, Csepel, Győr, stb.) lényegükben általános sztrájkok voltak.
Az új kommunista diktatúra a sztrájkot, az autonóm munkásszerveződést erősebben üldözte, mint azt korábban bármikor tették. A névleges munkáshatalom, az állítólagos „munkásállam” nem ismerhette el, hogy rajta kívül és vele szemben létezik önálló munkásérdek, érdekképviselet.

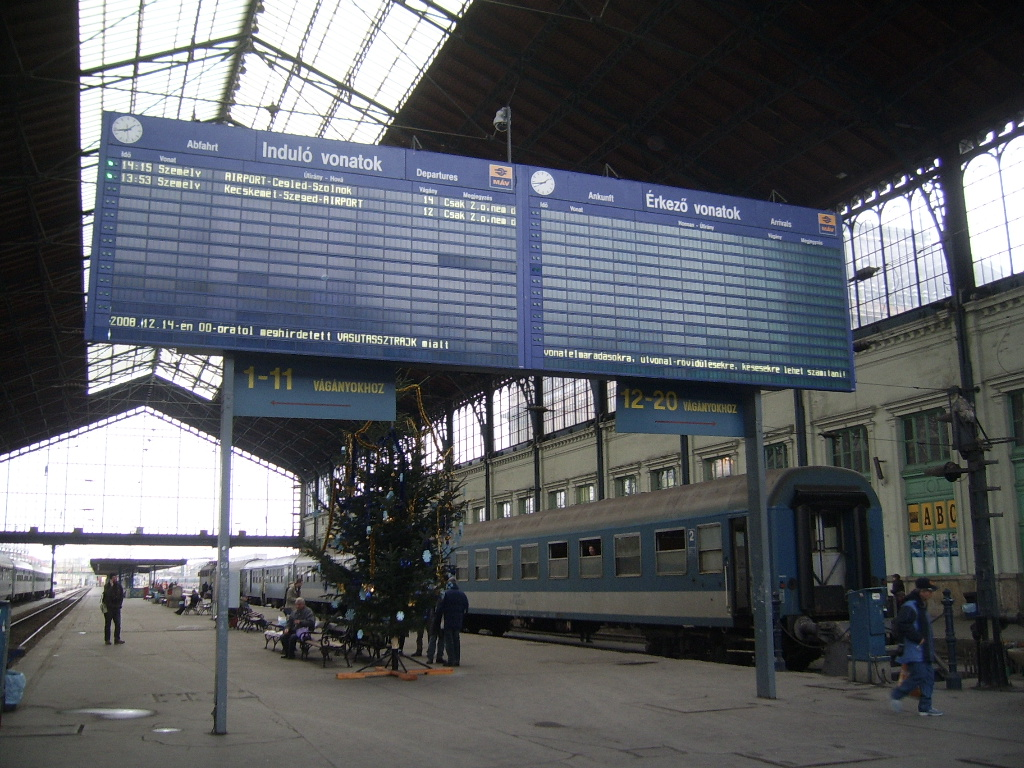
Magyar vasutassztrájk 2009-ben

Az 1956-os októberi forradalom, a fegyveres felkelés szétzúzása után a munkástanácsok igyekeztek sztrájkokkal folytatni az utóvédharcot az újraszerveződő kommunista hatalom ellen.
A rendszerváltás után, a piacgazdaság kibontakozásával ismét megjelentek a munkabeszüntetések Magyarországon. Többnyire bányászok, pedagógusok, közlekedési dolgozók, állami alkalmazottak demonstráltak így. Ugyanakkor a szakszervezetek bizalmi válsága, a nagyvállalatok megszűnése, a multinacionális tőke megjelenése és ereje, a munkások tapasztalatlansága, a sztrájkhagyományok és a sztrájk kultúra és a kollektív szolidaritás hiánya, az erős individualizmus és a civil társadalom gyengesége miatt világviszonylatban mérve nagyon kevés sztrájk történik Magyarországon.